# Orthotrichum assimile
Orthotrichum assimile là một loài Rêu trong họ Orthotrichaceae. Loài này được Müll. Hal. mô tả khoa học đầu tiên năm 1849.